# HD46052
HD46052 — хімічно пекулярна зоря спектрального класу A2, що має видиму зоряну величину в смузі V приблизно  5,8.
Вона  розташована на відстані близько 275,0 світлових років від Сонця.

## Фізичні характеристики
Телескоп Гіппаркос зареєстрував фотометричну змінність  даної зорі з періодом    2,53 доби в межах від  Hmin= 6,14 до  Hmax= 5,87.